# Bruzolo
Bruzolo là một đô thị ở tỉnh Torino trong vùng Piedmont, có vị trí cách khoảng 40 km về phía tây của Torino. Tại thời điểm ngày 31 tháng 12 năm 2004, đô thị này có dân số 1.397 người và diện tích là 12,3 km².
Đô thị Bruzolo có các frazioni (các đơn vị trực thuộc, chủ yếu là các làng) Bruzolo Stazione, Fabbrica, Grisoglio, và Piai.
Bruzolo giáp các đô thị: Usseglio, Condove, Chianocco, San Didero, và San Giorio di Susa.